# Nanakusa-no-sekku

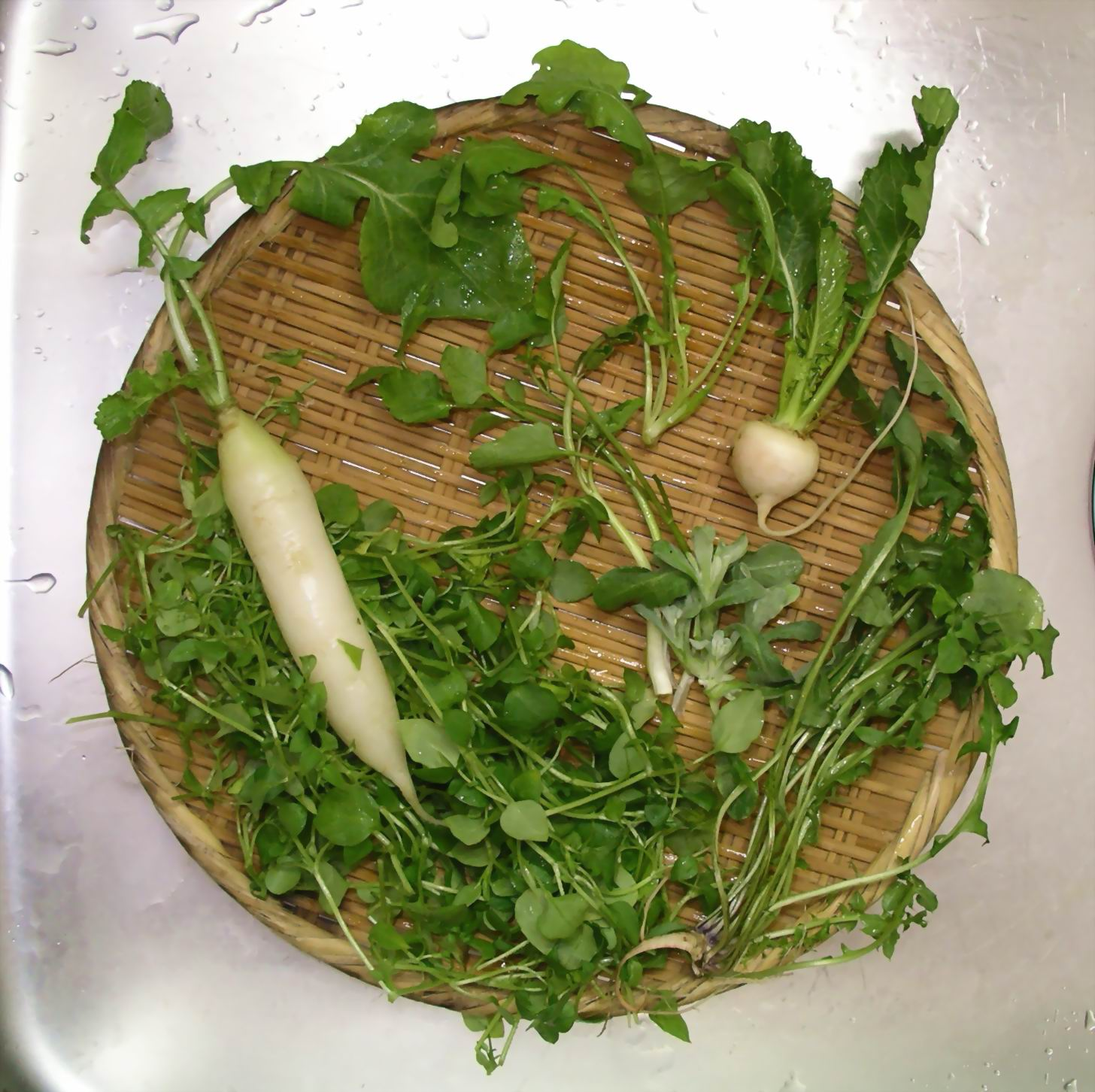
Nanakusa siendo preparado.

El Festival de las Siete Hierbas (七草の節句 nanakusa no sekku?) es uno de los festivales más populares de Japón. Se celebra el 7 de enero (día que recibe el nombre de Jinjitsu 人日) y se tiene por costumbre comer kayu con siete hierbas (七草粥 nanakusa-gayu?).

## Composición del nanakusa
El nanakusa contiene siete hierbas comestibles que crecen salvajes en primavera, tradicionalmente son:
- Perejil japonés (seri, Oenanthe javanica)
- Jaramago blanco (nazuna)
- Borriza (gogyo, Gnaphalium affine)
- Pamplina (hakobera, Stellaria media)
- Lámpsana (hotokenoza, Lapsana apogonoides)
- Nabo (suzuna)
- Rábano (suzushiro)

Existen considerables variaciones en los ingredientes y las proporciones a emplear.